# تمی سگر
تمی سَـگر (انگلیسی: Tami Sagher) بازیگر، کمدین، فیلم‌نامه‌نویس، نویسنده طنز و تهیه‌کننده تلویزیونی اهل ایالات متحده آمریکا است.
از فیلم‌ها یا سریال‌های تلویزیونی که وی در آن نقش داشته‌است، می‌توان به دو برابر فکر نمی‌کنم، غیب‌گو، ۳۰ راک، آشنایی با مادر، نارنجی مد جدید است و خودمانی با ایمی شومر اشاره کرد.
وی همچنین برندهٔ جوایزی همچون جایزه انجمن نویسندگان آمریکا شده‌است.